# Khānderi Island
Khānderi Island är en ö i Indien.   Den ligger i delstaten Maharashtra, i den sydvästra delen av landet, 1 200 km söder om huvudstaden New Delhi.
Terrängen på Khānderi Island är platt. Öns högsta punkt är 19 meter över havet.